# تريسي ويبر (صحفية)
تريسي ويبر (بالإنجليزية: Tracy Weber)‏ هي صحفية أمريكية، ولدت في 12 مايو 1963.